# Donald Dines Wall
Pour les articles homonymes, voir Dines et Wall.
Donald Dines Wall (1921-2000) est un mathématicien américain qui a travaillé dans le domaine de la théorie des nombres. Il a obtenu son Ph.D. sur les nombres normaux à l'université de Californie à Berkeley en 1949, avec comme directeur de thèse Derrick Henry Lehmer. Ses travaux les plus connus sont considérés comme la première analyse moderne des suites de Fibonacci, modulo m.
Utilisant les résultats de Wall, Zhi Hong Sun et son frère jumeau Zhi Wei Sun ont démontré un théorème portant sur des nombres premiers particuliers appelés nombres premiers de Wall-Sun-Sun qui auraient pu aider à la recherche d'un contre exemple à la conjecture du dernier théorème de Fermat, avant que cette conjecture soit démontrée par Andrew Wiles.